# Johann Gottfried Kleefeld
Johann Gottfried Kleefeld (* 14. November 1763 in Danzig, Königreich Polen; † 8. April oder 8. Mai 1845 in Danzig, Königreich Preußen) war Regierungs- und Medizinalrat in Danzig.

## Leben
Der Bürgermeister Georg Kleefeld war ein Vorfahre, der Vater Gottfried Christlieb Kleefeld war Kaufmann in Danzig. 
Johann Gottfried Kleefeld besuchte das Akademische Gymnasium in Danzig seit 1780 und studierte danach Medizin in Jena. 1791 soll er den jungen Friedrich Schiller dort unterrichtet haben. 1792 promovierte er zum Doktor der Medizin.
Seit 1792 war Kleefeld wieder in Danzig. Er wurde Mitglied der Naturforschenden Gesellschaft und war zwischen 1799 und 1812 zeitweise deren Vorsitzender. Seit 1807 leitete er mit seinem Studienkollegen Franz Christian Brunatti eine Lehranstalt für Hebammen (als Nachfolgerin der Entbindungs-Anstalt, die nach Elbing verlegt worden war) und unterrichtete dort.
Seit 1816 war Johann Gottfried Kleefeld im städtischen Gesundheitsdienst tätig. Spätestens seit 1821 war er Regierungsrat und spätestens seit 1835 Regierungs- und Medizinalrat. 1842 erhielt er den Roten Adlerorden 3. Klasse.
Johann Gottfried Kleefeld war mit Anna Juliane Zernecke, einer Enkelin des Danziger Bürgermeisters Heinrich Zernecke verheiratet. Sie hatten mehrere Kinder, darunter Julie Kleefeld (1798–1880), die mit Goethe in Weimar Kontakt hatte.
Er veröffentlichte einige Schriften, vor allem Meteorologische Beobachtungen in mehreren Bänden.